# فلاینز (بازیکن فوتبال)
فلاینز (انگلیسی: Felines؛ زادهٔ ۶ اکتبر ۱۹۴۳) بازیکن فوتبال اهل اسپانیا است.
از باشگاه‌هایی که در آن بازی کرده‌است می‌توان به باشگاه فوتبال رایو وایکانو اشاره کرد.